# The Squaw Man's Son
The Squaw Man's Son è un film muto del 1917 diretto da Edward J. Le Saint, sequel della versione cinematografica del 1914 di The Squaw Man. La sceneggiatura di Charles Maigne si basa su The Silent Call, romanzo di Edwin Milton Royle pubblicato a New York nel 1920.

## Trama
Ormai adulto, Hal lascia la moglie Edith e la sua tenuta in Inghilterra per tornare nella terra natale, quella di sua madre, un'indiana. Lì, si mette a lavorare per difendere i diritti dei nativi, trovando un avversario in David Ladd, l'agente per gli affari indiani, un losco individuo che è in combutta con un trust che sta cercando di derubare la tribù. Hal si innamora di Wah-na-gi, una ragazza che è stata mandata a studiare a Carlisle per poter poi insegnare alla sua gente. Hal, però, è troppo onesto per nasconderle di essere già sposato. Quando suo padre muore, Hal ritorna in Inghilterra. Scopre che Edith si è innamorata di lord Yester e che vuole il divorzio. Lui accetterebbe volentieri quella soluzione ma il medico di famiglia gli rivela che la moglie è tossicodipendente e che la sua presenza può salvarle la vita. Rassegnato ad aiutare la moglie, Hal resta in Inghilterra. Quando deve ritornare in America per testimoniare in tribunale contro il trust, Hal rivede Wah-na-gi alla quale confessa di non potere lasciare la moglie. Lei, disperata, si allontana nella neve decisa a uccidersi sulla tomba della madre di Hal. Lui, però, riceve un messaggio che lo informa che Edith è morta per un'overdose di morfina. L'uomo si precipita alla ricerca di Wah-na-gi e, quando la trova, le chiede di sposarlo.

## Produzione
Il film fu prodotto dalla Jesse L. Lasky Feature Play Company.

## Distribuzione
Il copyright del film, richiesto dalla Jesse L. Lasky Feature Play Co., fu registrato il 3 luglio 1917 con il numero LP11050.
Distribuito dalla Famous Players-Lasky Corporation e Paramount Pictures, il film uscì nelle sale statunitensi il 26 luglio 1917.
Non si conoscono copie ancora esistenti della pellicola che viene considerata presumibilmente perduta.